# Ferrari Challenge Trofeo Pirelli
Ferrari Challenge Trofeo Pirelli lub Ferrari Challenge – brytyjska gra komputerowa wyprodukowana przez System 3 oraz wydana 4 lipca 2008 roku na PlayStation 3 i Nintendo DS oraz 26 sierpnia na PlayStation 2 i Wii. Przy produkcji brali udział specjaliści z Eutechnyx oraz Bruno Senna kierowca wyścigowy jako dyrektor techniczny. Gra została wydana m.in. z okazji 60-lecia istnienia Ferrari. Przy wersji dla Nintendo DS współpracowała firma Firebrand Games. Wersja gry na PlayStation Portable została anulowana.

## Rozgrywka
Ferrari Challenge Trofeo Pirelli jest samochodową grą wyścigową.
W grze zawarto różne modele samochodów Ferrari, które różnią się wyglądem, osiągami oraz zachowaniem na torze. Gracz może wziąć udział w wyścigu na obiektach wyścigowych wzorowanych na realnych.
Świat gry jest trójwymiarowy a gracz może używać różnie zamontowanych kamer do obserwacji wyścigu.
Gra zawiera dwa tryby gry wieloosobowej; przez internet (dla 16 graczy) lub na podzielonym ekranie.

## Dodatki
28 maja 2009 roku został wydany dodatek DLC. Zawiera pięć samochodów Ferrari (430 Scuderia, 599 GTB Fiorano, 612 Scaglietti Sessanta, 330 P4, Enzo) oraz tor wyścigowy Nürburgring. 25 lutego 2010 roku został wydany kolejny dodatek DLC, zawierający pięć samochodów Ferrari (GTO, 365 GTS4, F512 M, F430 Spider, F50 GT) oraz tor wyścigowy Riviera.